# Alan King Tennis Classic 1973
L'Alan King Tennis Classic 1973 è stato un torneo di tennis giocato sul cemento. È stata la 2ª edizione dell'Alan King Tennis Classic, che fa parte del Commercial Union Assurance Grand Prix 1973. Si è giocato a Las Vegas negli USA, dal 14 al 20 maggio 1973.

## Campioni

### Singolare
Brian Gottfried ha battuto in finale  Arthur Ashe con il punteggio di 6–1, 6–3

### Doppio
Brian Gottfried /  Dick Stockton hanno battuto in finale  Ken Rosewall /  Fred Stolle con il punteggio di 6–7, 6–4, 6–4